# 植皮
植皮（しょくひ）は、ドナー部位、またはドナーの皮膚を採皮し創傷などへ貼付縫合する事。植皮術。皮膚移植。

## 概要
移植皮膚の生着のためには、移植片と移植床に血管網の再構築が必要となる。したがって、移植床には良好な血行が要求される。血行の悪い部位への皮膚の移植には遊離植皮術は不適切で、他の移植術がおこなわれる。
皮膚を遊離移植した場合、1～2日目は移植床の創面より漏出した血漿により栄養・湿潤状態が保持され、3～4日目で移植片と移植床の毛細血管が直接吻合、5～8日目に血行が再開することで生着する。
皮膚は患者自身あるいは一卵性双生児から採ったものでなければ永久生着しない。
広範囲熱傷のように、患者の採皮可能な面積が移植を必要とする面積に比べ小さく、しかも救命のため植皮を速やかに行わなければならない場合、スキンバンクのものや家族から採皮して植皮する方法が採られることもある。同種皮膚は1週間～10日間で脱落する。

## 植皮の種類
手術手技の進歩や栄養血管の解剖学的新知見などにより植皮を含む組織移植術の分類や定義を一元的に説明するのは難しくなっている。現在では「植皮」は分層植皮あるいは全層植皮を意味するとしてよいであろう。
1 遊離植皮術　
血行を途絶した皮膚を移植する方法で、移植する皮膚の厚さにより、大きく2つに分類されている
A．分層植皮術　split thickness skin grafting : STSG
真皮の厚さで3つに分類される。一般的に薄く採るほど生着もよく採皮部の上皮化も早いが、移植部位は外力に弱く、拘縮・色素沈着を起こしやすい。採皮部には面状の跡が残る。
1．薄目分層植皮 0.15-0.2mm
網目状薄目分層植皮　採取した移植片に切れ込みを入れて網目状に加工することで被覆面積を大きくする方法。それに対し、加工を加えず移植する方法をシート状分層植皮という。薄目分層植皮以外の植皮片に切れ目を入れることもあるが、血腫予防のドレナージを目的とするため網目状の植皮とは区別する。
2．中間分層植皮 0.3-0.4mm
3．厚目分層植皮 0.6-0.7mm　採皮創は縫縮するか分層植皮をおこなって閉鎖する。
B．全層植皮術  full thickness skin grafting : FTSG
表皮と真皮を全て移植する方法。採皮創は縫縮するか分層植皮をおこなって閉鎖する。移植した皮膚の性質は時間を経過しても、移植部位周囲の皮膚の性質に近づくことはあり得ない。
2 有茎植皮術　
血行を保って皮膚を移植する方法。本来は皮膚弁cutaneous flapを意味する。皮弁とも呼ばれる。現在ではほとんど使われない用語となった。
＊注意事項：皮弁はflapの訳として定着してしまったが、flapは組織の固まりを意味し、移植する組織の構成成分を問わない表現である。したがって「皮弁」といった場合、皮膚弁を意味するのかflapを意味するのか伝わらない。これを嫌ってflapを「フラップ」と表現することもある。

## 植皮術の目的
機能の改善を目的におこなわれる。整容面の改善を目的におこなわれることもあるが適応となる症例は限られる。
A．分層植皮術
早期の創閉鎖
B．全層植皮術
拘縮の解除

## 他家移植
同種移植ともいう。広範囲にわたる熱傷のため植皮したいが採皮部が足りない場合、デブリードマンしたままでは感染などが懸念されるのでスキンバンク（凍結同種皮膚移植）、家族の皮膚（新鮮同種皮膚移植）で植皮しその場しのぎをすること。この間患者自身の皮膚を組織培養する（NIH3T3、再生医学）。他家移植した皮膚は1週間～10日間で剥がれ落ちるが、このときになると患者自身の皮膚は培養が進み植皮に用いられる程度の面積を有すため、これを植皮する。